# Dulamans Vröudenton

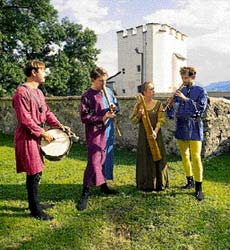
Auf der Festung Hohensalzburg in Gewändern der Manessischen Liederhandschrift

Dulamans Vröudenton war ein Salzburger Ensemble für Alte Musik. Es bestand von 1982 bis 2012 und war auf Musik aus dem Mittelalter sowie der Renaissance spezialisiert. Mit der Wiederaufführung alter Kinderlieder auf historischen Musikinstrumenten eröffnete das Ensemble auch dem jüngsten Publikum einen ersten Zugang zu Alter Musik.
Der Name des Ensembles besteht aus dem Wort Dulaman (irisch-gälisch „Seetangsammler“) und Vröudenton (mittelhochdeutsch „Freudenmusik“).

## Geschichte und Besetzung
Das Ensemble wurde im Frühjahr 1982 von Peter Giesmann (später Peter Rauter und heute Peter I. Krafft), Andreas Gutenthaler, Anna Zauner-Pagitsch, Alois Pagitsch und Thomas M. Schallaböck gegründet. Anfangs ließ sich die Musikgruppe auch in das Genre Folkmusik einordnen. Folkmusik – vorwiegend irisch-keltische, englische und provenzalische – sowie Eigenkompositionen von Alois Pagitsch und Thomas M. Schallaböck bildeten den Großteil des Repertoires. 
Ab 1984 setzten die Spielleute mit der Musik des Mittelalters und der Renaissance den wichtigsten Schwerpunkt ihrer Konzerttätigkeit. Wissenschaftliche Unterstützung bekamen sie durch den Salzburger Literaturwissenschaftler und Mediävisten Ulrich Müller. Durch den spielerischen Umgang mit alter Musik, die Verwendung von 50 historischen Musikinstrumenten und die amüsant-lehrreichen Moderationen konnte sich das Ensemble bald im deutschen Sprachraum einen Namen machen. In den Jahren 1984 („Virgiljahr“) und 1987 („Wolf-Dietrich-Jahr“) wirkte es als „musikalischer Botschafter“ für das Land Salzburg bei den damaligen Jubiläumsveranstaltungen.
Das Ensemble, das seit 1985 als Quartett auftrat, spielte zuletzt in folgender Besetzung:
- Andreas Gutenthaler
- Marie-Kathrin Melnitzky
- Peter I. Krafft
- Thomas M. Schallaböck (2010, 2011 und 2014 Gewinner von Minnesänger-Wettbewerben in Deutschland[1])

Konzerttourneen führten Dulamans Vröudenton auch ins europäische Ausland und nach Südamerika: Belgien, Deutschland, Frankreich, Griechenland, Großbritannien, Italien,  Liechtenstein, Polen, Schweiz, Slowenien, Spanien, sowie Kolumbien.
Nach über 30 Jahren und mehr als 1000 Auftritten in 14 Ländern verabschiedete sich am 30. Oktober 2012 das Ensemble Dulamans Vröudenton mit zwei Konzerten in der Salzburger Residenz von seinem Publikum. Das musikalische Erbe hat das von Thomas M. Schallaböck 2012 gegründete Ensemble Harmonia Variabilis angetreten.

## Musikinstrumente

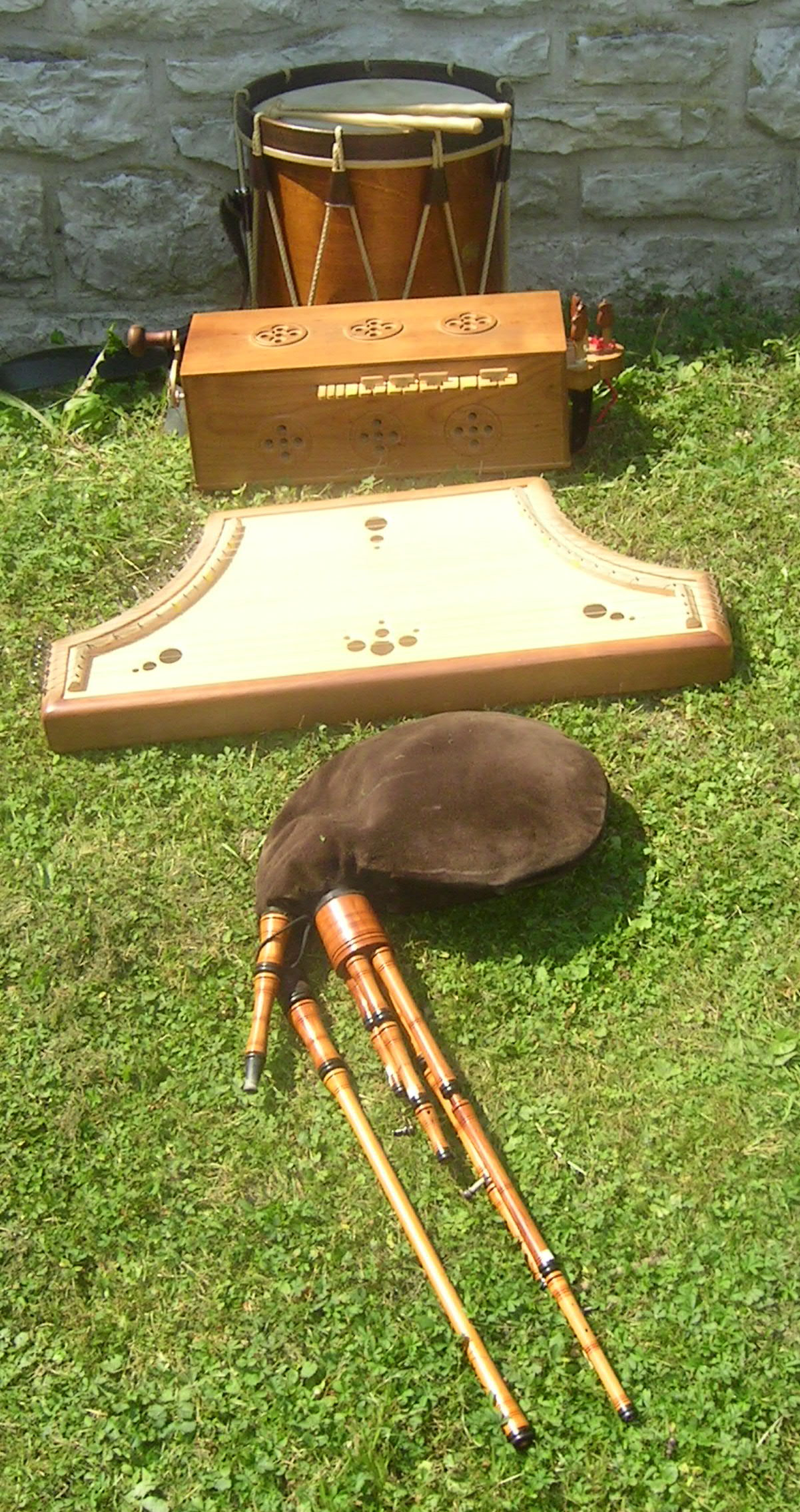
Landsknechttrommel (Schnurtrommel) aus der Renaissance, gotische Drehleier, mittelalterliches Psalter, Dudey aus der Renaissance

Der alten Tradition der Spielleute folgend spielte jedes Ensemblemitglied mehrere der über 50 Instrumente:
- Blockflöte: Garklein, Sopranino, Sopran, Alt, Tenor, Bass, Großbass, Kontrabass
- Brummtopf
- Claves
- Cornamuse: Sopran, Alt, Tenor, Bass
- Darabuka
- Drehleier: gotisch, Barock, ungarisch Tekerőlant
- Dudey (Renaissance-Dudelsack)
- Dulcimer
- Einhandflöte
- Fingerzimbeln
- Gambe: Diskant, Tenor-Bass
- Gefäßrassel
- Gemshorn: Alt, Tenor
- Gitarre: Renaissance-Gitarre, Konzertgitarre
- Glockenspiel
- Harfe: gotische Schnarrharfe, Irische Harfe
- Kazoo
- Krummhorn
- Kuhhorn
- Löffel
- Mandoline
- Mittelalter-Schnabelflöte
- Nakers
- Nüssli
- Okarina
- Psalter
- Querflöte
- Ratsche
- Rauschpfeife
- Schalmei
- Schellenkranz
- Schnabelflöte
- Schnurtrommel
- Stabkastagnetten
- Strohfiedel (Hölzernes G'lachter)
- Tamburin
- Tinwhistle
- Triangel
- Ratsche
- Oud: arabische Laute
- Zimbeln

## Diskografie
- ... will zu meinem Buhlen gahn (LP/MC 1984)
- brügge zuo gestern (LP/MC 1985)
- Thuet auff (LP/MC 1986, CD 1987)
- Unterhaltsame Alte Musik (CD/MC 1985/88)
- Sinnliches Mittelalter (CD/MC 1990)
- Musica de Colombia (CD 1992)
- Kinderlieder aus einem halben Jahrtausend (CD/MC 1992)
- Kinderlieder – Die Vier Jahreszeiten (CD/MC 1996)
- Minnesänger in Österreich (CD 1997)